# Harel Skaat

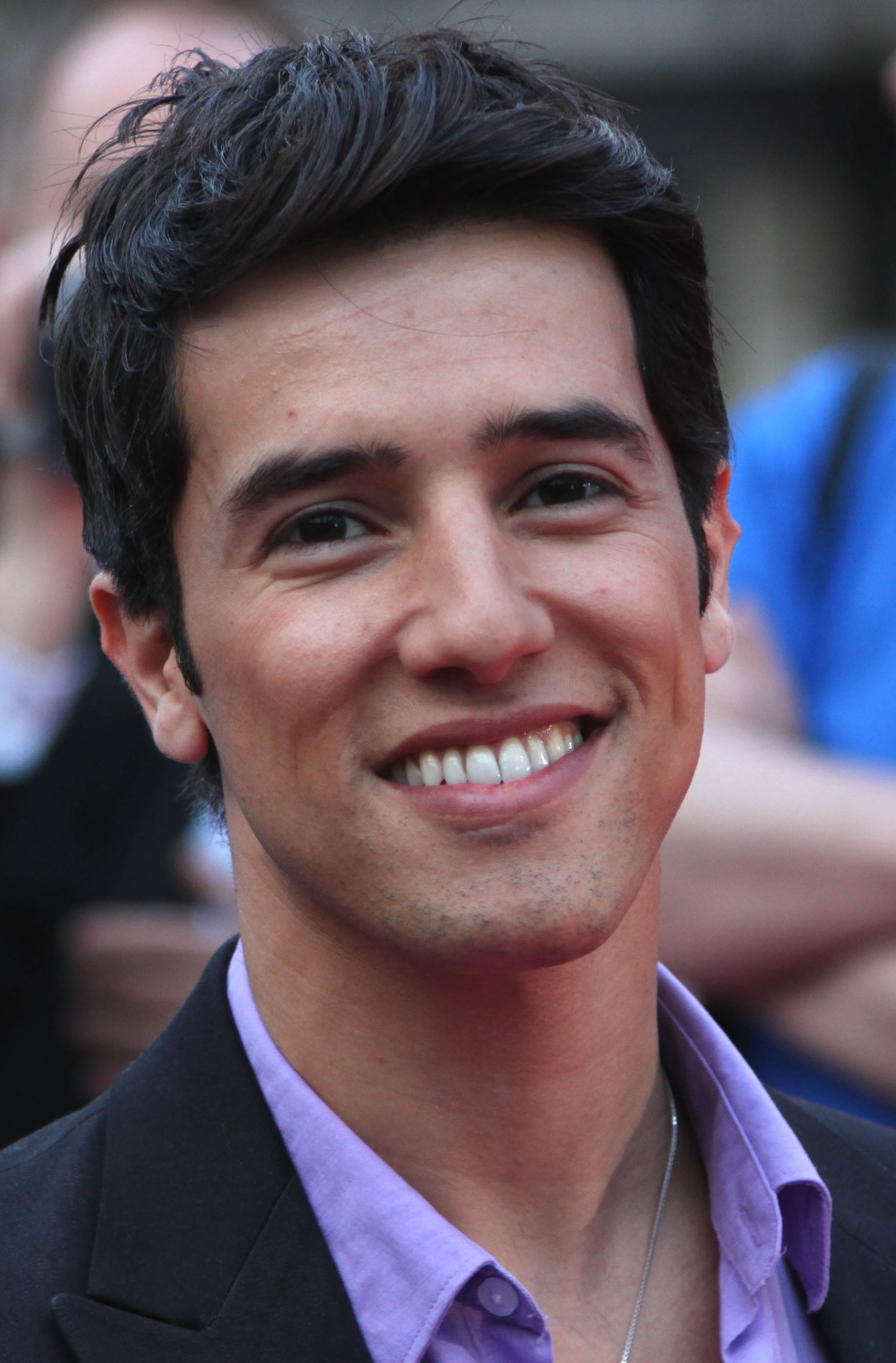
Harel Skaat beim Eurovision Song Contest in Oslo (2010)

Harʾel Skaʿat (hebräisch הַרְאֵל סְקָעַת; * 8. August 1981 in Kfar Saba bei Tel Aviv) ist ein israelischer Sänger und Musiker. Er belegte 2004 den 2. Platz in der populären israelischen TV-Talentshow Kochav Nolad. Sein erstes Album erreichte Platin-Status in Israel. Im Mai 2010 vertrat er Israel beim Eurovision Song Contest in Oslo.

## Biographie
Bereits als Kind gewann Harʾel Skaʿat einen Sängerwettbewerb; später war er sowohl in der offiziellen Musikgruppe seiner Schule als auch seiner Heimatstadt aktiv. 2002 begann er ein Studium am Beit Zvi (Hochschule für darstellende Künste) in Ramat Gan. Während seines zweiten Studienjahrs bewarb er sich für die israelische TV-Show Kochav Nolad.

## Karriere
Die Fernsehsendung Kochav Nolad (deutsch Ein Star wird geboren) ist vergleichbar dem deutschen Pendant Deutschland sucht den Superstar oder American Idol und brachte bereits Erfolgssängerinnen wie Schiri Maimon hervor. Harʾel Skaʿat galt schnell als eindeutiger Favorit, unterlag im Finale aber Harʾel Moyal. Dennoch ist er seitdem einer der erfolgreichsten Musiker Israels, erhielt Platin für sein erstes Album Harʾel Skaʿat und errang mehrere wichtige nationale Preise, bspw. den Israel Music Award. Bei der Wahl des Sängers und Lieds des Jahrzehnts 2000–2009 errang er Platz 2, "ואת" (Veʾat, deutsch Und du, auf eine weibliche Person bezogen) von seinem ersten Album kam auf Platz 4. 2009 erschien sein zweites Album "דמויות" (Dmuiot, deutsch Gestalten), das Goldstatus erhielt. 2012 veröffentlichte er sein drittes Album mit dem Titel "שוב מאושר" (Shuv meʾuschar, deutsch wieder glücklich). 2019 saß er in der Jury von HaKokhav HaBa L’Eurovizion 2019 (deutsch Der kommende Stern für den ESC 2019), der israelischen Vorentscheidung zum Eurovision Song Contest 2019.

## Eurovision Song Contest
Ende Dezember 2009 gab die IBA, die staatliche israelische Rundfunkorganisation, bekannt, dass Harʾel Skaʿat Israel beim Eurovision Song Contest vertreten würde. Das israelische Fernsehpublikum und mehrere Fachjurys wählten am 15. März 2010 aus vier Liedern den Song "מילים" (Milim, deutsch Worte) aus, mit dem Harʾel Skaʿat am 27. Mai 2010 sein Land im zweiten Halbfinale vertrat und das zwei Tage später stattfindende Finale erreichte. Dort belegte er einen 14. Platz.
Des Weiteren gewann Harʾel Skaʿat in Oslo den Marcel-Bezençon-Preis in der Kategorie „Press Award“ (bester Song; gewählt von allen akkreditierten Journalisten) sowie der Kategorie „Artistic Award“ (beste Performance; gewählt von den europäischen Kommentatoren). Außerdem haben die beiden Komponisten seines Songs Milim den „Composer Award“ (gewählt von allen teilnehmenden Komponisten) gewonnen. Damit gingen 2010 zum ersten und bisher einzigen Mal alle Auszeichnungen des Marcel-Bezençon-Preises an ein und dasselbe Land.

## Privatleben
Im Oktober 2010 hat Ska’at sich als homosexuell geoutet.

## Diskografie

### Alben
- 2006: Harel Skaat
- 2009: Dmuyot
- 2012: Shuv Meushar
- 2024: חלק ב

### Kompilation
- 2017: Ahava Mesovevet Hakol

### Live-Alben
- 2020: ההופעה - היכל התרבות תל אביב
- 2021: קיסריה

### EPs
- 2006: מהדורה מיוחדת
- 2010: קדם אירוויזיון

### Singles (Auswahl)
- 2006: ואת
- 2006: משהו ממני
- 2006: כמה עוד אפשר
- 2010: Milim
- 2018: בחיי
- 2019: כולם אותו דבר (mit Osher Bachta)
- 2020: כל היום (mit Ania Bukstein)
- 2020: לעוף
- 2021: חזק על הרצפה
- 2022: ברוך הבא לבלאגן (mit Noroz)

## Nachweise
1. ↑   Biographie auf offizieller Webseite (Memento des Originals vom 28. Mai 2010 im Internet Archive)  Info: Der Archivlink wurde automatisch eingesetzt und noch nicht geprüft. Bitte prüfe Original- und Archivlink gemäß Anleitung und entferne dann diesen Hinweis.. Abgerufen am 3. April 2010
2. ↑   Ilan Mester, Harʾel Skaʿat: Israel's promising export, Ynetnews, 9. Feb. 2010. Abgerufen am 3. April 2010
3. ↑  Levy, Sasha: Skat, Peles Win At Israel Music Awards (Memento des Originals vom 3. Februar 2009 im Internet Archive)  Info: Der Archivlink wurde automatisch eingesetzt und noch nicht geprüft. Bitte prüfe Original- und Archivlink gemäß Anleitung und entferne dann diesen Hinweis., BillboardBiz, 9. Feb. 2007. Abgerufen am 3. April 2010
4. ↑   Biographie auf der offiziellen Webseite (Memento des Originals vom 28. Mai 2010 im Internet Archive)  Info: Der Archivlink wurde automatisch eingesetzt und noch nicht geprüft. Bitte prüfe Original- und Archivlink gemäß Anleitung und entferne dann diesen Hinweis.. Abgerufen am 3. April 2010
5. ↑  Glen Webb, Israel: Harʾel Skaʿat to Oslo, www. eurovision.tv, 29. Dez. 2009. Abgerufen am 3. April 2010
6. ↑  Glen Webb, Israel: Harʾel Skaʿat to sing Milim in Oslo, www. eurovision.tv, 15. März 2010. Abgerufen am 3. April 2010
7. ↑  Gustav Dahlander, Israeli grand slam in the Marcel Bezençon Awards, www.eurovision.tv, 30. Mai 2010. Abgerufen am 16. Mai 2011
8. ↑  Nevo, Asaf (22 October 2010).
"הראל סקעת מודה בנטיותיו המיניות" [Harʾel Skaʿat Comes Out] (in Hebrew). mako. http://www.mako.co.il/entertainment-celebs/local/Article-c4f837bbb61db21006.htm&sCh=3d385dd2dd5d4110&pId=978777604. Abgerufen am 22. Oktober 2010.

| Personendaten    | Personendaten         |
| ---------------- | --------------------- |
| NAME             | Skaat, Harel          |
| ALTERNATIVNAMEN  | הראל סקעת (hebräisch) |
| KURZBESCHREIBUNG | israelischer Sänger   |
| GEBURTSDATUM     | 8. August 1981        |
| GEBURTSORT       | Kfar Saba, Israel     |